# Samir Shaker
Samir Shaker Mahmoud (arab. ‏سمير شاكر محمود‎; ur. 13 kwietnia 1958 w Bagdadzie) – iracki piłkarz, reprezentant kraju.
W 1986 został powołany przez trenera Evaristo de Macedo na Mistrzostwa Świata 1986, gdzie reprezentacja Iraku odpadła w fazie grupowej. W reprezentacji zagrał w 2 spotkaniach.